# Allophaea lara
Allophaea lara är en trollsländeart. Allophaea lara ingår i släktet Allophaea och familjen Euphaeidae.

## Underarter
Arten delas in i följande underarter:
- A. l. balica
- A. l. lara
- A. l. lombockensis